# Polytonalité

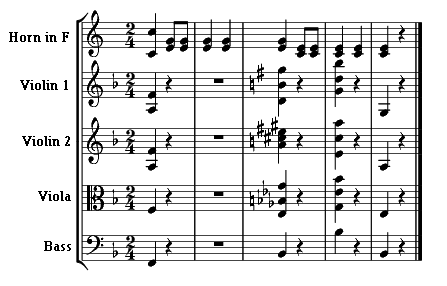
Polytonalité

La polytonalité est un procédé compositionnel apparu à la fin du XIXe siècle supposant la simultanéité à l’audition de deux ou plusieurs éléments musicaux appartenant chacun à une tonalité différente ou du moins se rapportant à ce concept dans un sens assez large : diatonies ou échelles modales plus ou moins défectives, accords parfaits ou classés. Les compositeurs usant de ce procédé ne l’ayant pas fait pour renouveler le système tonal classique mais pour développer les recherches contrapuntiques et harmoniques propres au premier XXe siècle, le terme « polypolarité » semblerait donc parfois plus approprié pour définir la démarche propre aux auteurs dits « polytonaux ». La polytonalité peut logiquement s’exprimer harmoniquement – ce que l’on nomme « polyharmonie » – et contrapuntiquement – ce que l’on nomme « polydiatonie » ou « polymodalité » selon les cas – ces deux formes très différentes dans leurs réalisations pouvant fusionner.
De nombreux paramètres entrent en jeu pour permettre la perception d’une polytonalité que l’on qualifierait d’authentique : temporalité, choix des combinaisons, spatialisation, orchestration, rythme, etc. Toutefois, la polytonalité ne se définit pas nécessairement par la présentation dissociante de différentes composantes tonales – au sens large : elle peut également être un concept structural non réellement perçu à l’audition.
Contrairement à ce qui est parfois affirmé, la musique polyphonique du Moyen Âge et de la Renaissance ne préfigure pas l'écriture polytonale telle qu'on la rencontrera au XXe siècle. Il existe toutefois de rares exemples musicaux dont l’organisation s’écarte partiellement ou totalement de celle qui est naturelle par rapport à son époque : Der Judentanz (1544) de Hans Neusiedler est à ce titre un cas exceptionnel, du moins de prime abord car son interprétation bitonale est soumise à controverse. Battalia (1673) de Heinrich Biber présente une structure polydiatonique remarquable, sous couvert de l’humour. On observe une première manifestation avérée de polyharmonie structurale générant un sentiment atonal dans Ein Musikaler Spass (1787) de W.A. Mozart ainsi que quelques cas de polytonalité consonante chez J.S. Bach, Modeste Moussorgski, Hector Berlioz ou Franz Liszt.
On trouve les premières manifestations de la polytonalité moderne dans des œuvres datant de 1891 : Le rêve d’Alfred Bruneau ou encore « La vocation », deuxième pièce du recueil Le Fils des Étoiles d’Erik Satie. À partir de 1913, l’engouement pour la polytonalité ne cessera de croître pour atteindre une période d’apogée vers 1923. Les plus grands compositeurs du XXe siècle s’y sont essayés, d’une manière particulière à chacun : Claude Debussy, Erik Satie, Charles Koechlin, Albert Roussel, Charles Ives, Maurice Ravel, Igor Stravinsky, Arthur Honegger, Alexandre Tansman, Émile Goué… ou encore Darius Milhaud chez qui elle devient un principe habituel d’écriture.
Si elle n’occupe plus le devant de la scène musicale, la polytonalité demeure toutefois fréquemment employée jusqu’à aujourd’hui par les compositeurs s’inscrivant dans la mouvance dite néo-tonale ou postmoderne, comme une alternative à l'atonalité, au dodécaphonisme ou au sérialisme.
On la rencontre fréquemment dans la musique de film, sous une forme que l’on pourra qualifier de « polytonalité populaire ». Vectorisée par la narration, l’écriture musicale polytonale devient acceptable pour des oreilles non averties et peut alors se retrouver investie de diverses significations selon les contextes narratifs et visuels.
À quelques exceptions près (citons parmi d'autres exemples Incident in jazz de Bob Graettinger pour l'orchestre de Stan Kenton, ou un versant de l’œuvre du pianiste Marc Copland), le jazz est passé à côté de la pure polytonalité. Trop dissonante pour la pratique des standards, pas assez libérée pour les amateurs des expériences free jazz, la polytonalité s’est le plus souvent muée en jeu out ou sideslipping.
Cependant, le système harmolodique d'Ornette Coleman (superposition dans son groupe Primetime de plusieurs systèmes harmoniques), puis les travaux de Steve Coleman, Fabrizio Cassol, de Mehdi Nabti, de Benoît Delbecq, ou encore de François Cotinaud avec le groupe Algèbre, montrent que la polytonalité trouve un souffle nouveau dans les prolongations du jazz.